# Sarangani
Pour la ville des Philippines, voir Sarangani (ville).
Sarangani est une province des Philippines située dans la région de Soccsksargen à la pointe sud de l'île de Mindanao. Sa capitale est Alabel.  Elle a été créée en 1992 par détachement de la province de Cotabato du Sud. Elle est géographiquement divisée en deux parties séparées par la baie de Sarangani.  Au sud le littoral de la province borde la mer de Célèbes.
La province a une population de 498 904 habitants au recensement de 2010 pour une superficie de 3 601 km2.
Son député depuis le 13 mai 2010 n'est autre que le boxeur Manny Pacquiao.

## Villes et municipalités
Municipalités
- Alabel
- Glan
- Kiamba
- Maasim
- Maitum
- Malapatan
- Malungon